# Il fallo di Madelon Claudet
Il fallo di Madelon Claudet (The Sin of Madelon Claudet) è un film del 1931 diretto da Edgar Selwyn.

## Riprese
Il film fu girato dal 29 maggio al 25 giugno 1931 negli studi della MGM di Culver City al 10202 di W. Washington Blvd.

## Distribuzione
Distribuito dalla MGM, il film fu presentato in prima a New Orleans il 23 ottobre, uscendo nelle sale statunitensi il giorno dopo, 24 ottobre 1931.

### Date di uscita
- USA	23 ottobre 1931	 (New Orleans, Louisiana) (première)
- USA	24 ottobre 1931
- Danimarca	16 gennaio 1933
- Finlandia	12 marzo 1933
- Portogallo 14 marzo 1933

Alias:
- The Sin of Madelon Claudet	USA (titolo originale)
- Die Sünde der Madelon Claudet	Austria / Germania
- Il fallo di Madelon Claudet	Italia
- La Faute de Madeleine Claudet	Francia
- O Pecado de Madelon Claudet	Portogallo
- The Lullaby	 UK
- To sfalma mias miteras	Grecia

## Riconoscimenti
- Oscar alla migliore attrice a Helen Hayes